# バウチ州空港
バウチ州空港（バウチしゅうくうこう、英: Bauchi State Airport）は、ナイジェリアのバウチ州の州都バウチにある空港である。バウチ州国際空港（Bauchi State International Airport）、または、アブバカル・タファワ・バレワ空港（Sir Abubakar Tafawa Balewa Airport）とも表記される。アブバカル・タファワ・バレワは1957年から1966年までナイジェリアの首相を務めた政治家である。
空港はバウチから北に約22kmの位置にある。
バウチの市内にあったバウチ空港の代わりとして18か月で建設され、定期旅客便が運航されている。
貨物ターミナルも計画されている。

## 就航路線
| 航空会社           | 就航地                                     |
| ------------------ | ------------------------------------------ |
| オーバーランド航空 | ンナムディ・アジキウェ国際空港（アブジャ） |